# Quartier Saint-Ambroise
Il quartier di Saint-Ambroise è il 42º quartiere administrativo di Parigi situato nell'XI arrondissement.

## Geografia
Il quartiere è delimitato dalla rue Oberkampf, dal boulevard de Ménilmontant, dalla rue du Chemin-Vert fino al boulevard Beaumarchais e dal boulevard des Filles-du-Calvaire.

## Storia
Il nome del quartiere proviene dalla Chiesa di Saint-Ambroise, essa stessa dedicata a Sant'Ambrogio di Milano, e ubicata nel quartiere.

## Trasporti
Il quartiere è servito dalle linee della metropolitana n.i 2, 5 e 9.

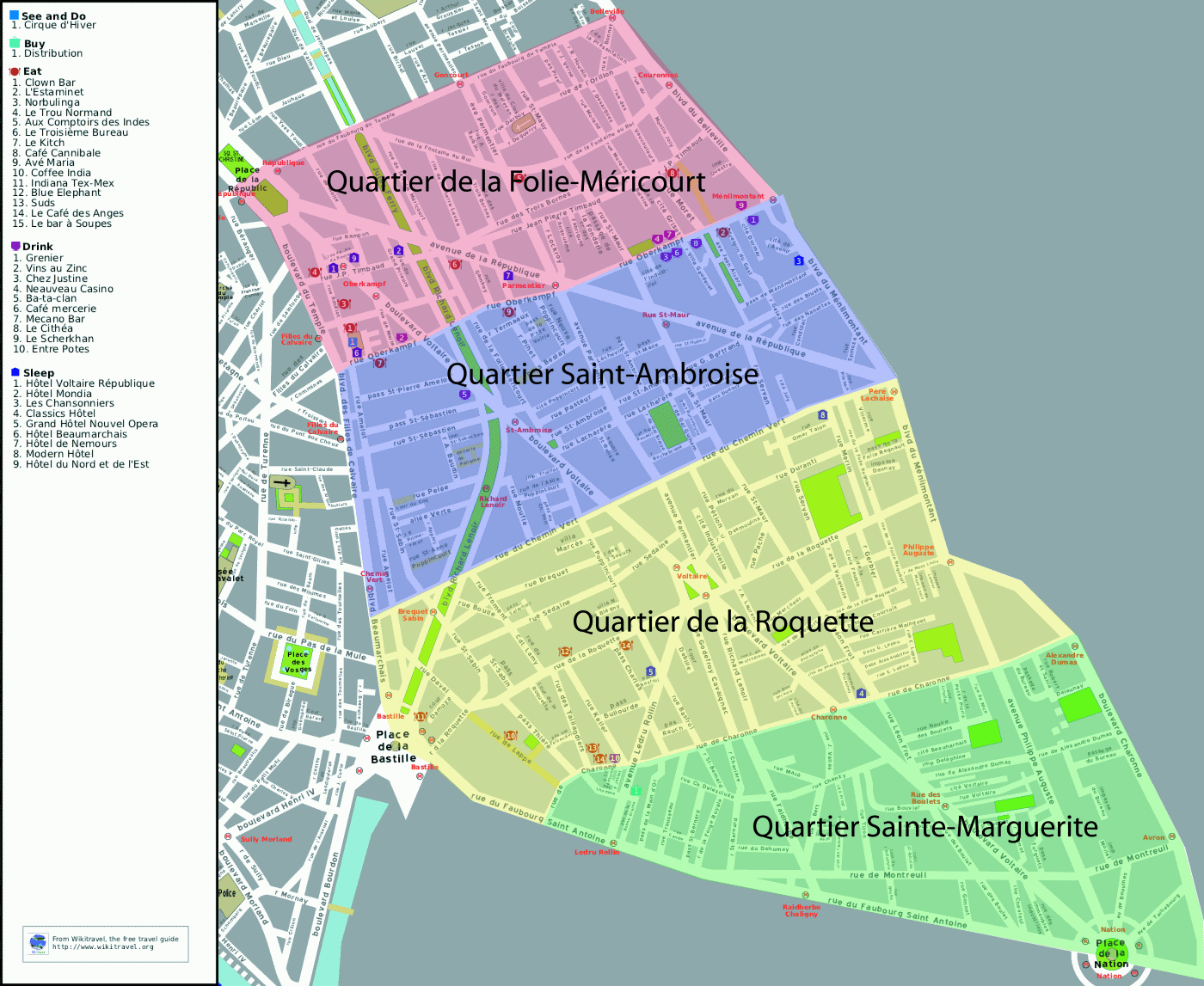
I quartieri dell'XI arrondissement